# Kanton Cayenne-4 Centre

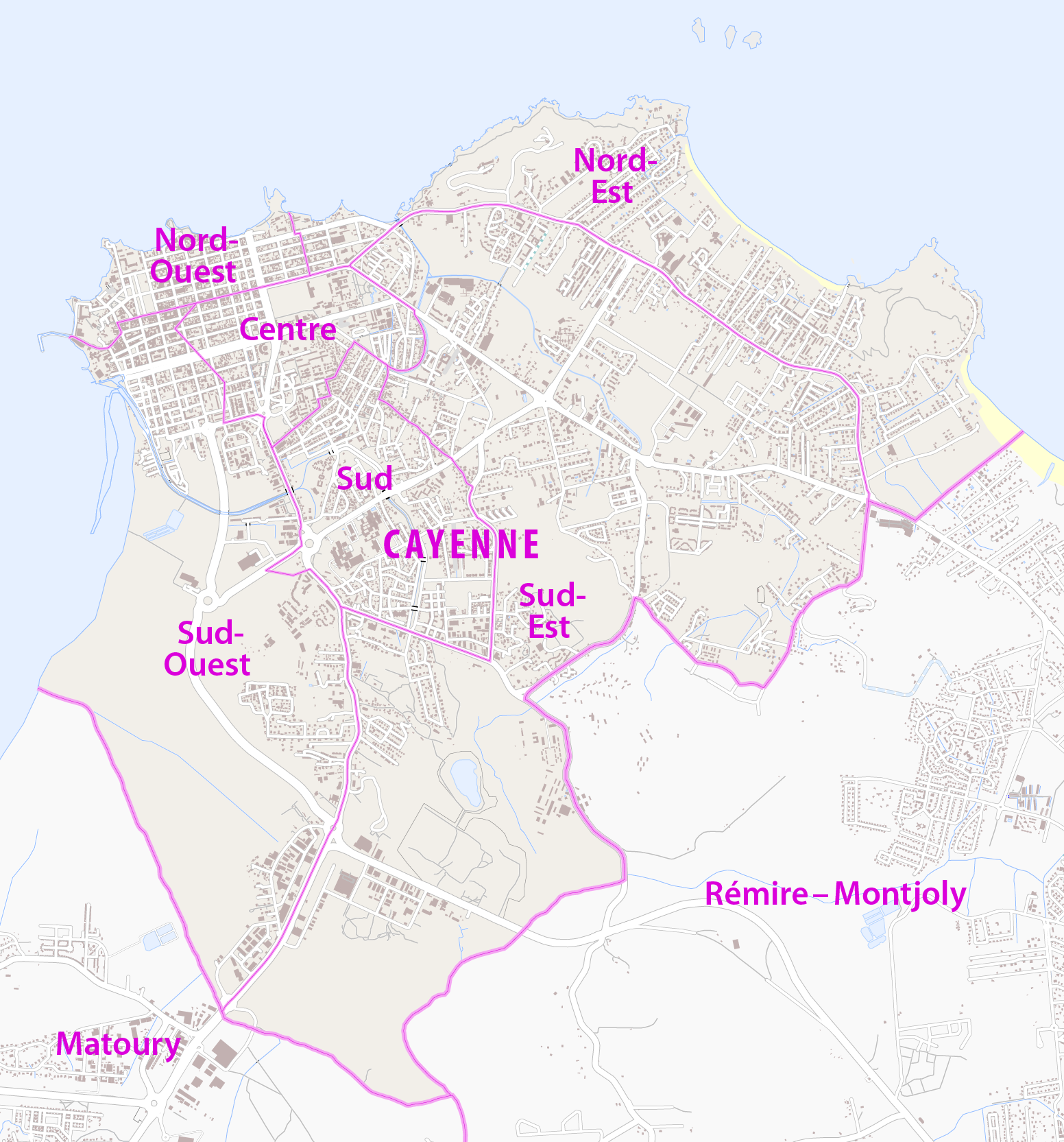
Cantons de Cayenne

Der Kanton Cayenne-4 Centre war ein französischer Wahlkreis im Arrondissement Cayenne in Französisch-Guayana.
Der Kanton bestand aus einem Teil der Gemeinde Cayenne und hatte 6640 Einwohner (2007).
Im Kanton lagen folgende Stadtteile (quartiers):
- Centre
- Mirza
- De Gaulle
- Buzaret
- Palmistes